# Kruisridderorden
Europese ridders verenigden zich ten tijde van de christelijke kruistochten in meerdere kruisridderorden. Deze orden hadden vaak een internationale rol. Zij waren samengesteld uit ridders uit verschillende landen en een aantal opereerde ook internationaal met commanderijen in geheel Europa.
Behalve in het Heilige Land en omgeving werden ook elders veldtochten tegen de ongelovigen gehouden; In Spanje en Portugal, in Pruisen en het Oostzeegebied en op de Middellandse Zee bevochten zij de islam en het heidendom.

## Kruisridderorden die in het Midden-Oosten actief waren
- De Orde van de Tempeliers
- De Souvereine Militaire Orde van Sint Jan van Jeruzalem en Malta
- De Duitse Orde

## Kruisridderorden die in Noord-Europa actief waren
- De Duitse Orde
- De Zwaardbroeders

## Kruisridderorden op het Iberisch schiereiland
- De Orde van Sint Iago
- De Orde van Onze Lieve Vrouwe van Montesa
- De Orde van Alcantara
- De Orde van Calatrava